# Dictionary of Scientific Biography
Das Dictionary of Scientific Biography ist ein in englischer Sprache erschienenes biographisches Nachschlagewerk mit Biographien von Naturwissenschaftlern und Mathematikern, das zwischen 1970 und 1980 in 16 Bänden bei Charles Scribner and Sons in New York erschienen ist. Herausgeber war Charles Coulston Gillispie für den American Council of Learned Societies. An den Biographien waren zahlreiche namhafte Wissenschaftshistoriker beteiligt.
In Band 15 erschien ein Supplementband mit Nachtrags-Biographien, Bd. 16 war der 1980 dem 1978 abgeschlossenen 15-bändigen Werk hinzugefügte Indexband. 1990 erschienen zwei weitere Supplementbände. 1981 erschien ein einbändiger Band mit Ausschnitten (Concise dictionary of Scientific Biography, in zweiter ergänzter Auflage 2001 erschienen).
Aufgenommen wurden Wissenschaftler aus den Bereichen Mathematik, Physik, Chemie, Biologie und Geowissenschaften. Andere Wissenschaftler (wie Ingenieure, Ärzte, Soziologen, Philosophen) wurden nur aufgenommen, wenn sie eine Verbindung zu Naturwissenschaften und Mathematik hatten. Jeder Artikel ist mit Literaturangaben versehen und teilweise sehr umfangreich. Viele der Biographien sind Standardreferenzen für die einzelnen Wissenschaftler. Auch nicht westliche Wissenschaftler (zum Beispiel aus Asien oder den islamischen Ländern) sind mit Biographien vertreten, aber aufgrund des damals geringeren Forschungsstandes unterrepräsentiert, wie die Herausgeber im Vorwort schrieben.
1981 erhielt das Dictionary of Scientific Biography die Dartmouth Medal der American Library Association als herausragendes Lexikonwerk.
2007 erschien bei Scribners das New Dictionary of Scientific Biography in 8 Bänden, herausgegeben von Noretta Koertge. Er enthält 500 neue Einträge über nach 1950 verstorbene Wissenschaftler, 50 Einträge über Wissenschaftler, die in der alten Ausgabe vergessen worden waren und Ergänzungen zu den Artikeln des alten Dictionary, so dass der New Dictionary als Ergänzungslektüre zum alten Dictionary konzipiert ist. Hinzugekommen sind Wissenschaftler aus Psychologie, Anthropologie und teilweise auch Wirtschaftswissenschaften und Soziologie.
Ebenfalls im Jahr 2007 wurde eine elektronische Version Complete Dictionary of Scientific Biography herausgebracht als Teil der Gale Virtual Reference Library. Er enthält die Texte der alten Druckausgaben mit neuem gemeinsamem Index.

## Ausgaben
- Charles C. Gillispie (Hrsg.): Dictionary of Scientific Biography. Charles Scribner’s Sons, New York 1970–1980, 15 Bände und ein Indexband, ISBN 0-684-10114-9, Supplement II, Herausgeber Frederic Lawrence Holmes, 2 Bände, 1990, ISBN 0-684-16962-2 (ISBN der Gesamtausgabe).
  - Band I: Pierre ABAILARD – L. S. BERG, 1970
  - Band II: Hans BERGER – Christoph BUYS BALLOT, 1970
  - Band III: Pierre CABANIS – Heinrich von DECHEN, 1971
  - Band IV: Richard DEDEKIND – FIRMCUS MATERNUS, 1971
  - Band V: Emil FISCHER – Gottlieb HABERLANDT, 1972
  - Band VI: Jean HACHETTE – Joseph HYRTL, 1972
  - Band VII: IAMBLICHUS – Karl LANDSTEINER, 1973
  - Band VIII: Jonathan Homer LANE – Pierre Joseph MACQUER, 1973
  - Band IX: A. T. MACROBIUS – K. F. NAUMANN, 1974
  - Band X: S. G. NAVASHIN – W. PISO, 1974
  - Band XI: A. PITCAIRN – B. RUSH, 1975
  - Band XII: IBN RUSHD – Jean-Servais STAS, 1975
  - Band XIII: Hermann STAUDINGER – Giuseppe VERONESE, 1976
  - Band XIV: Addison Emery VERRILL – Johann ZWELFER, 1976
  - Band XV (Supplement I): Biographies [Roger ADAMS – Ludwik ZEJSZNER] and Topical Essays, 1978
  - Band XVI: Index, 1980
  - Band 17 (Supplement II): Leason Herberling ADAMS – Fritz H. LAVES, 1981
  - Band 18 (Supplement II): Aleksander Nikolaevich LEBEDEV – Fritz ZWICKY, 1981
- Concise Dictionary of Scientific Biography., New York,  Scribner, 1981. ISBN 0-684-16650-X.
- Koertge (Herausgeber): New Dictionary of Scientific Biography. 8 Bände. Charles Scribner’s Sons, New York 2007, ISBN 0-684-31320-0.
- Complete Dictionary of Scientific Biography. New York: Charles Scribner’s Sons, 2007 (E-Book). ISBN 0-684-31559-9.
- Biographical dictionary of mathematics. 4 Bände 1991, Scribners, Collier, Maxwell Macmillan International (Sonderausgabe mit den Mathematikerbiographien des Dictionary, rund 3000 Seiten)